# Aeroporto de Brejinho de Nazaré
O Aeroporto de Brejinho de Nazaré é um aeroporto brasileiro que fica localizado no município de Brejinho de Nazaré, no Tocantins. Encontra-se a 535 km de Brasília e a 1409 km de São Paulo (capital). Sua pista possui 800 metros em terra e é sinalizada.